# The Planet
The Planet är en svensk dokumentärfilm på engelska från 2006 om miljöförstöring. 
Filmen, som gjordes av Michael Stenberg, Johan Söderberg och Linus Torell, hade biopremiär den 1 september 2006 och möttes av god kritik från de flesta dagstidningar. Filmen delfinansierades av Sveriges Television och visades som serie i Sveriges Television under senhösten 2006. I filmen medverkar många kända vetenskapsmän som ger sin syn på den pågående globala förändringen som sker på jorden. Bland medverkande återfinns Jared Diamond. Filmen följde även med som bilaga till Expressen den 3 december 2006.